# Mélanie De Biasio
Mélanie De Biasio (* 12. července 1978) je belgická zpěvačka. Narodila se ve městě Charleroi belgické matce a italskému otci. Již od dětství se věnovala baletu a od osmi let hrála na flétnu. Ve dvanácti se stala členkou souboru Ensemble de l'Harmonie de Charleroi, se kterým vystupovala mimo jiné v Kanadě. Své první sólové album nazvané A Stomach Is Burning vydala v roce 2007. V žebříčku Ultratopu se deska umístila na 113. příčce.
Hraje na flétnu v belgických jazzových kapelách s hudebníky Pascalem Mohym, Michelem Herrem, Janem de Haasem a Philippem Aertsem,

## Diskografie
- A Stomach Is Burning (2007)
- No Deal (2013)
- No Deal Remixed (2015)
- Blackened Cities (2016)
- Lilies (2017)